# Matt Smith (Fußballspieler, 1982)
Matthew Terence Smith (* 15. Oktober 1982 in Chichester, England) ist ein englisch-australischer Fußballspieler und heutiger Trainer.

## Karriere

### Spieler

#### Verein
Das Fußballspielen erlernte Matthew Terence Smith auf dem Hartpury College im englischen Gloucestershire. Seinen ersten Vertrag unterschrieb er 2001 bei Chichester City FC. Nach einem Jahr wechselte er zu Cirencester Town FC, Anfang 2007 kurzzeitig zu Swindon Supermarine und dann ging er nach Australien, wo er sich den Palm Beach Sharks, einem Verein, der in Gold Coast (Queensland) beheimatet ist. 2008 wechselte er nach Brisbane zu den Brisbane Strikers, die in der Queensland State League spielten. Eine Ausleihe erfolgte 2009, wo er an den in der höchsten Liga des Landes, der A-League, spielenden Northern Fury FC ausgeliehen wurde. 2010 wechselte er zum Ligakonkurrenten Brisbane Roar. Für den Verein stand er 112 Mal auf dem Spielfeld. 2015 verließ er Australien und ging nach Thailand, wo er einen Vertrag beim Erstligisten Bangkok Glass FC unterschrieb. Bis 2018 spielte er 120 Mal für BG. Nach dem Abstieg von BG in die Thai League 2 verließ er den Verein und zog weiter nach Hongkong, wo er sich dem Kitchee SC anschloss. Hier absolvierte er in der Rückrunde neun Spiele. Mitte 2019 ging er nach Australien, wo er einen Vertrag beim Gold Coast Knights SC in Queensland unterschrieb. Bei GC Knights war er auch als Jugendtrainer tätig. Nach neun Spielen wechselte er im Februar 2020 weiter zum Brisbane City FC nach Newmarket. Hier war er bis Ende Oktober 2022 als Spielertrainer tätig. Seine aktive Laufbahn als Fußballspieler beendete er am 29. Oktober 2022.

#### Nationalmannschaft
2012 lief Matthew Terence Smith dreimal für die australische A-Nationalmannschaft auf. Sein Debüt gab er am 3. Dezember 2012 in einem Testspiel gegen die Nationalmannschaft von Hongkong (1:0).

### Trainer
Von Juli 2019 bis Februar 2020 war Matt Smith als Jugendtrainer beim Gold Coast Knights SC im australischen Queensland tätig. Im Februar 2020 wechselte er zum Brisbane City FC, wo er Spielertrainer unter Vertrag stand. Am 29. Oktober 2022 beendete er seine aktive Laufbahn als Fußballspieler. Sein ehemaliger Verein BG Pathum United FC (ehemals Bangkok Glass) verpflichtete ihn am 30. Oktober 2022 als Cheftrainer. Hier stand er bis zum 19. März 2023 an der Seitenlinie. Im Anschluss übernahm er bis Ende Juni 2023 bei BG das Amt des Technischen Direktors. Mitte Juli 2023 kehrte er nach Australien zurück. Hier übernahm der den Posten des Co-Trainers beim Erstligisten Macarthur FC.

## Erfolge

### Spieler
Brisbane Strikers
- Premiership: Queensland State League: 2009

Brisbane Roar
- A-League Championship: 2010/11, 2011/12, 2013/14
- A-League Premiership: 2010/11, 2013/14

Kitchee SC
- Hong Kong Senior Shield: 2018/19
- Hong Kong FA Cup: 2018/19